# HD 134606
HD 134606 è una stella subgigante gialla, di massa molto simile a quella del Sole, situata nella costellazione dell'Uccello del Paradiso, di magnitudine apparente 6,9 e che si trova a 87 anni luce dal sistema solare.

## Caratteristiche
Si tratta di una stella in evoluzione, attualmente allo stato di subgigante, di classe G6 IV. Ha circa la stessa massa del Sole, ma raggio e luminosità superiori di circa il 15%, con una temperatura superficiale leggermente inferiore, pari a 5.576 K, e una metallicità leggermente superiore.

## Sistema planetario
Nel 2011, a seguito di un'indagine durata otto anni e condotta presso l'Osservatorio di La Silla in Cile è stata annunciata la scoperta di tre pianeti in orbita attorno alla stella, usando il metodo della velocità radiale e lo strumento HARPS.
Un successivo studio, del 2024, ha confermato i tre pianeti precedentemente segnalati e ne ha individuati due nuovi, uno più vicino di tutti gli altri alla stella madre (HD 134606 e) e uno che è il terzo per distanza dalla stella (HD 134606 f). Sebbene sia molto probabile che tutti e cinque i pianeti siano reali, lo studio consiglia cautela riguardo al pianeta f a causa della somiglianza del suo periodo con il ciclo lunare.
I cinque pianeti hanno una massa che va dalla super terra al super Nettuno e il più esterno, HD 134606 d, è un piccolo gigante gassoso che orbita all'interno della zona abitabile e che potrebbe essere candidato a future missioni spaziali in grado di osservarlo direttamente. È stata inoltre rilevata una tendenza della velocità radiale a una variazione sul lungo periodo, che suggerisce la presenza di un sesto oggetto, che potrebbe essere una compagna substellare distante di qualche tipo.

### Prospetto del sistema
| Pianeta | Tipo        | Massa               | Raggio | Periodo orb.                   | Sem. maggiore            | Eccentricità        | Scoperta |
| ------- | ----------- | ------------------- | ------ | ------------------------------ | ------------------------ | ------------------- | -------- |
| e       | Super Terra | ≥2,34+0,35 −0,34 M⊕ | —      | 4,3203+0,00051 −0,00047 giorni | 0,0527+0,0011 −0,0012 UA | 0,2+0,14 −0,13°     | 2011     |
| b       | Mininettuno | ≥9,09+0,64 −0,63 M⊕ | —      | 12,089+0,0016 −0,0015 giorni   | 0,1046+0,0023 −0,0024 UA | 0,092+0,054 −0,053° | 2011     |
| f       | Mininettuno | ≥5,63+0,72 −0,69    | —      | 26,915±0,016 giorni            | 0,1784+0,0039 −0,0041 UA | 0,081+0,1 −0,059°   | 2011     |
| c       | Mininettuno | ≥11,31+1,0 −0,99    | —      | 58,883+0,041 −0,039 giorni     | 0,3007+0,0066 −0,0069 UA | 0,055+0,062 −0,04°  | 2024     |
| d       | Mininettuno | ≥44,8±2,9           | —      | 966,5+5,3 −6,9 giorni          | 1,941+0,043 −0,046 UA    | 0,092±0,045°        | 2024     |